# San Marinos Grand Prix 1987
San Marinos Grand Prix 1987 var det andra av 16 lopp ingående i formel 1-VM 1987.

## Resultat
1. Nigel Mansell, Williams-Honda, 9 poäng
2. Ayrton Senna, Lotus-Honda, 6
3. Michele Alboreto, Ferrari, 4
4. Stefan "Lill-Lövis" Johansson, McLaren-TAG, 3
5. Martin Brundle, Zakspeed, 2
6. Satoru Nakajima, Lotus-Honda (varv 57, bränslebrist)
7. Christian Danner, Zakspeed
8. Philippe Streiff, Tyrrell-Ford
9. Riccardo Patrese, Brabham-BMW
10. Philippe Alliot, Larrousse (Lola-Ford)
11. Derek Warwick, Arrows-Megatron (55, bränslebrist)
12. Alex Caffi, Osella-Alfa Romeo (54, bränslebrist)
13. Pascal Fabre, AGS-Ford

### Förare som bröt loppet
- Teo Fabi, Benetton-Ford (varv 51, turbo)
- Thierry Boutsen, Benetton-Ford (48, motor)
- Eddie Cheever, Arrows-Megatron (48, koppling)
- Jonathan Palmer, Tyrrell-Ford (48, koppling)
- Andrea de Cesaris, Brabham-BMW (39, snurrade av)
- Adrián Campos, Minardi-Motori Moderni (30, växellåda)
- Gabriele Tarquini, Osella-Alfa Romeo (26, växellåda)
- Alessandro Nannini, Minardi-Motori Moderni (25, turbo)
- Ivan Capelli, March-Ford (18, motor)
- Gerhard Berger, Ferrari (16, elsystem)
- Alain Prost, McLaren-TAG (14, elsystem)
- Piercarlo Ghinzani, Ligier-Megatron (7, hantering)

### Förare som ej startade
- Nelson Piquet, Williams-Honda (skada)
- Rene Arnoux, Ligier-Megatron (upphängning)